# 艾萨克·牛顿望远镜

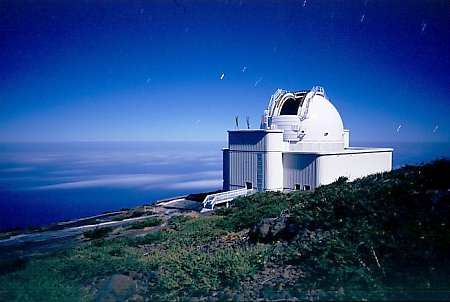
艾萨克·牛顿望远镜

艾萨克·牛顿望远镜（Isaac Newton Telescope；缩写：INT）是由艾萨克·牛顿望远镜小组（Isaac Newton Group of Telescopes）操作的一个2.54米光学望远镜，位于拉帕尔玛岛穆查丘斯罗克天文台。
最初这个望远镜安置于萨塞克斯的赫斯特蒙索城堡，属格林尼治皇家天文台，由伊丽莎白二世在1967年剪彩。但萨塞克斯天气不好，1979年望远镜被运至拉帕尔玛岛，1984年開光。